# Culcita schmideliana
Étoile coussin
Espèce
L'étoile-coussin (Culcita schmideliana) est une espèce d'étoiles de mer tropicale de la famille des Oreasteridae. Elle se rencontre dans l'océan Indien.

## Description
Ce sont des étoiles très particulières, en forme de coussin rebondi et pentagonal, les cinq bras atrophiés n'étant que les angles obtus (et parfois arrondis ou tronqués).
Le corps peut mesurer jusqu'à 30 cm de diamètre, et sa coloration peut être très variable : rouge, orange, rose, jaune, marron, vert, gris, blanchâtre, violet... Les papules respiratoires forment souvent un ensemble de taches d'une couleur légèrement différente (et pouvant disparaître par rétractation). Sa peau est très rugueuse au toucher, et présente en général des piquants coniques durs et plus ou moins épars, situés entre les zones papulaires (contrairement à C. novaeguineae). 

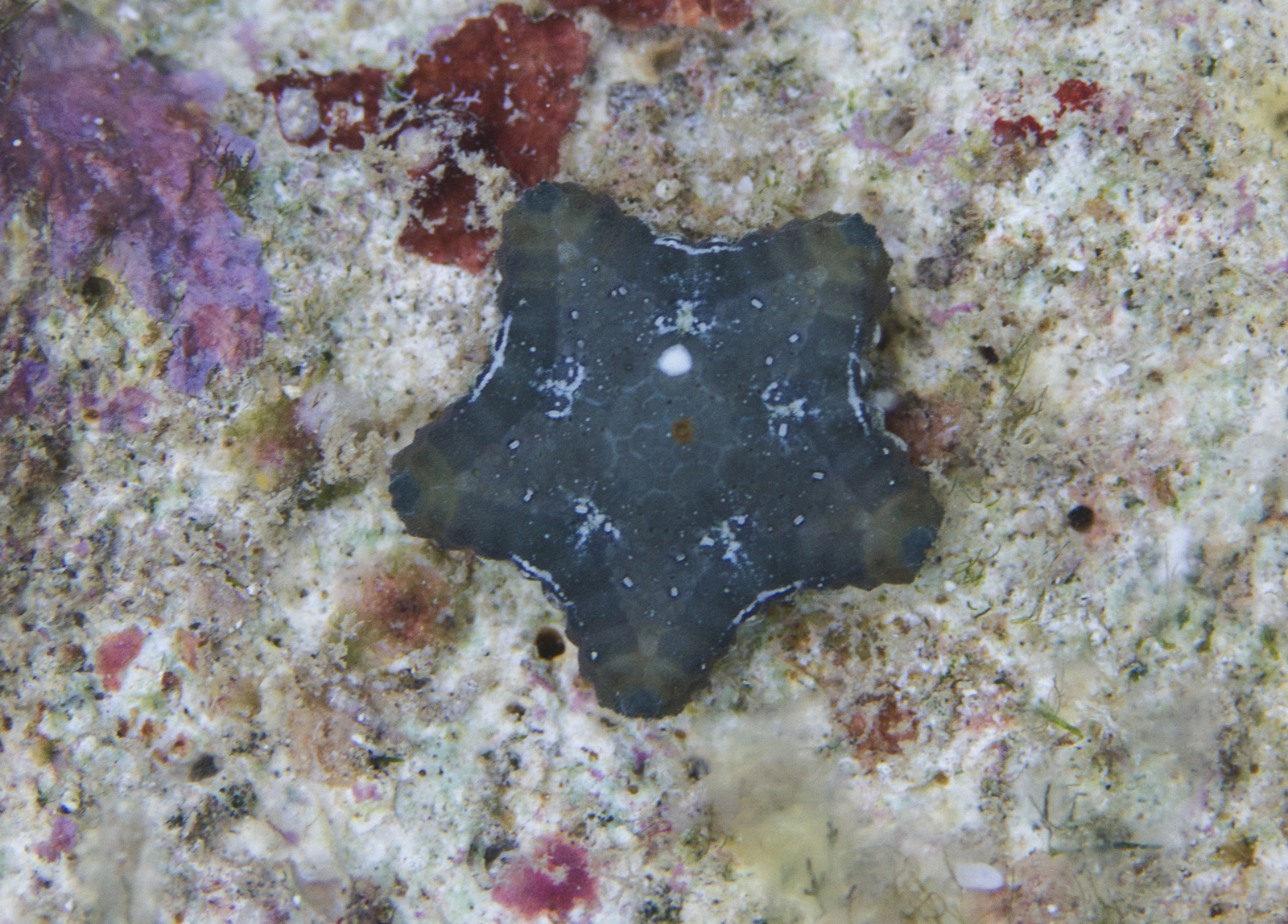
Juvénile à La Réunion, encore plate et pentagonale.
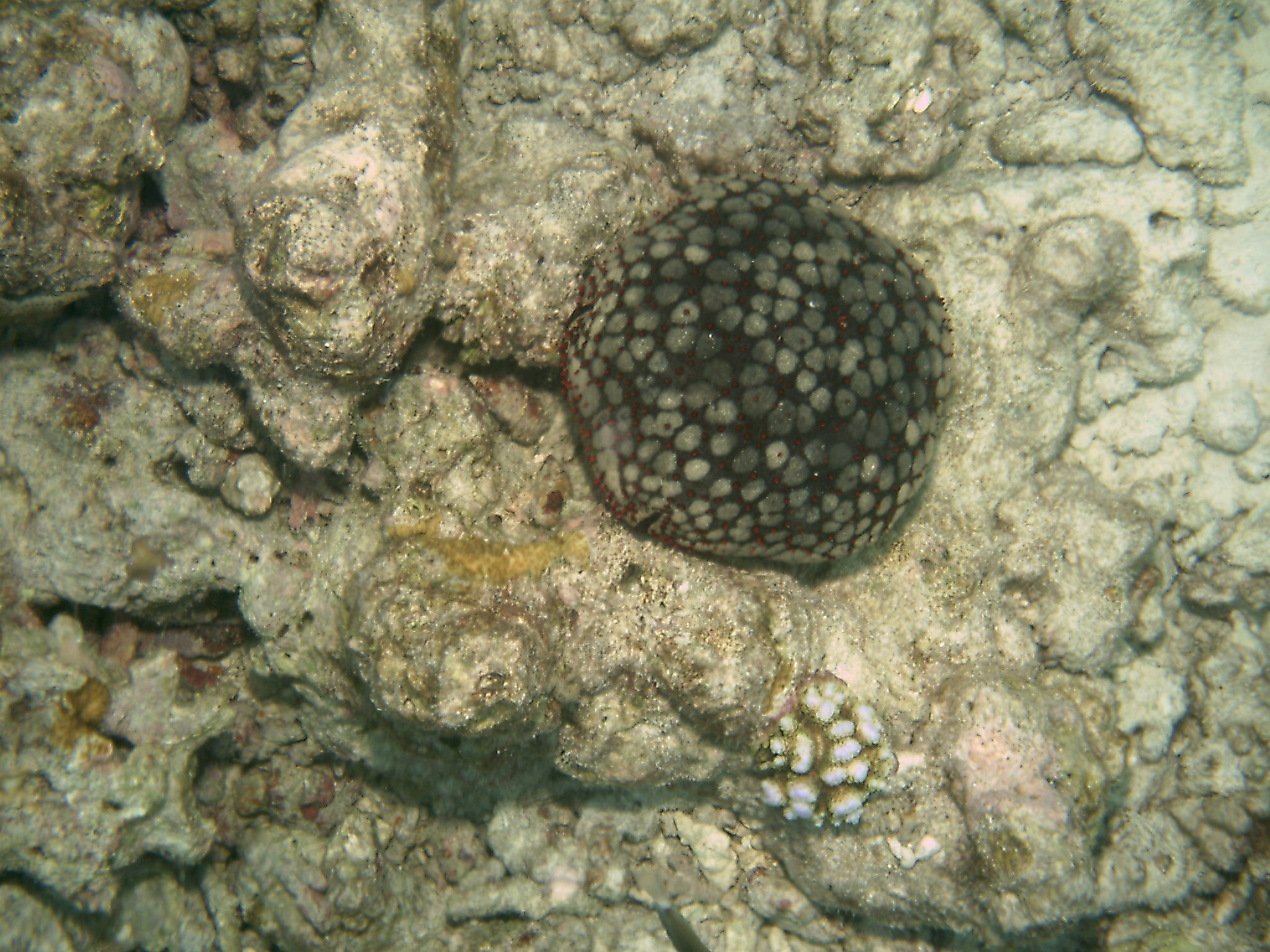
Spécimen observé aux Maldives.
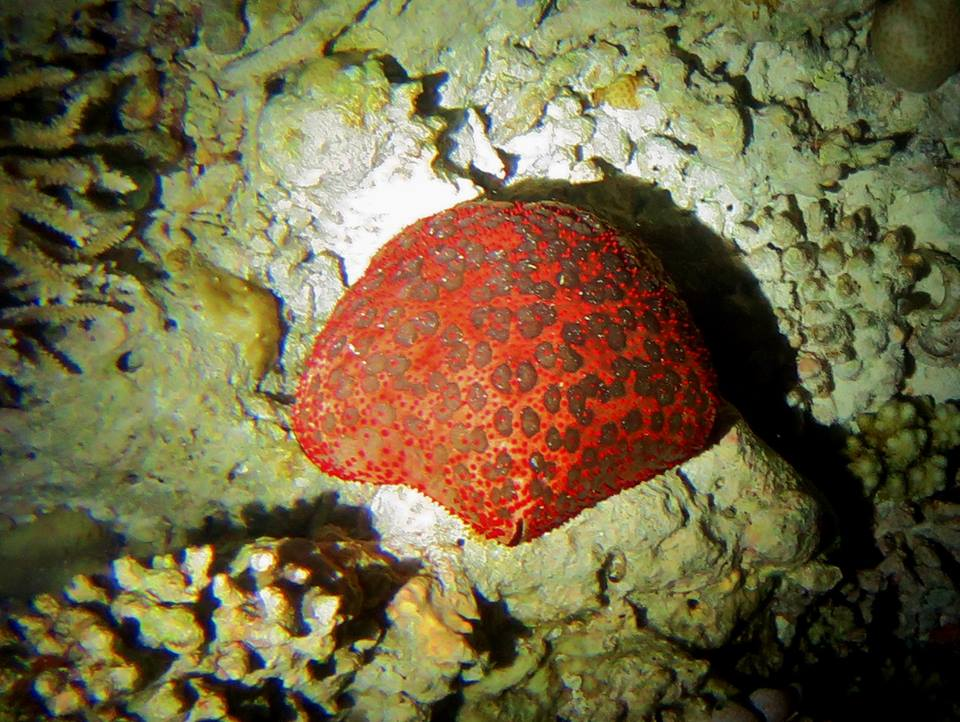
Spécimen rouge, de nuit, en position de nourrissage
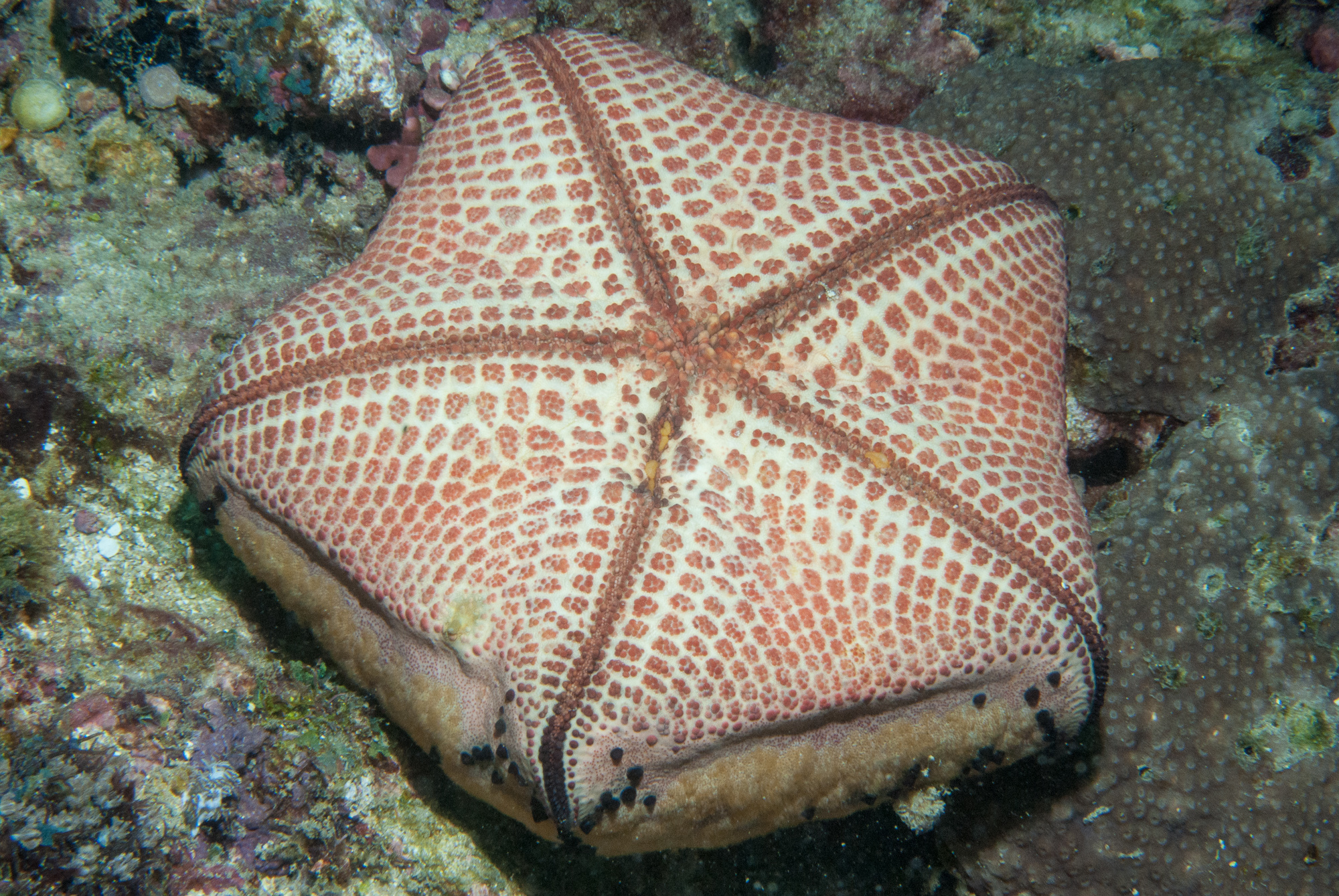
Face orale.
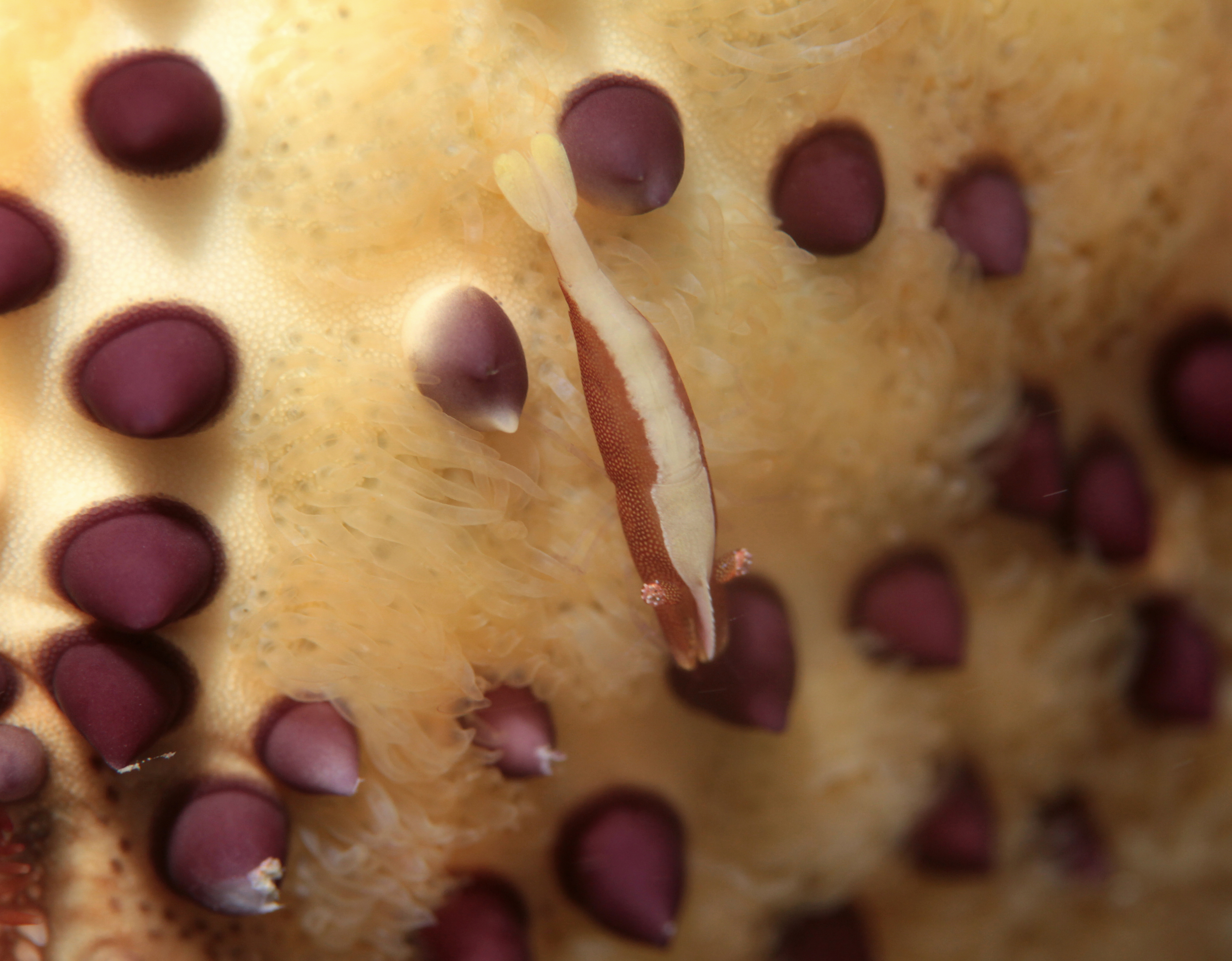
Une crevette symbiotique Periclimenes soror sur une C. schmideliana à La Réunion.

Cette espèce est très proche de sa cousine pacifique Culcita novaeguineae, dont elle est l'équivalent pour l'Océan indien, tout comme Culcita coriacea pour la Mer d'Oman. Elle ne doit pas être confondue avec l'autre étoile-coussin Halityle regularis, plus géométrique.
Les juvéniles de ces espèces sont pentagonaux et aplatis, donc très différents morphologiquement des adultes : cela les a longtemps fait prendre pour des espèces de la famille des Goniasteridae (ils furent appelés, entre autres, Goniodiscus sebae) tels que les Peltaster, avec lesquels certains plongeurs continuent de les confondre.

## Habitat et répartition
On trouve cette étoile dans les récifs coralliens de l'océan Indien, de la surface à au moins 80 m de profondeur.

## Écologie et comportement

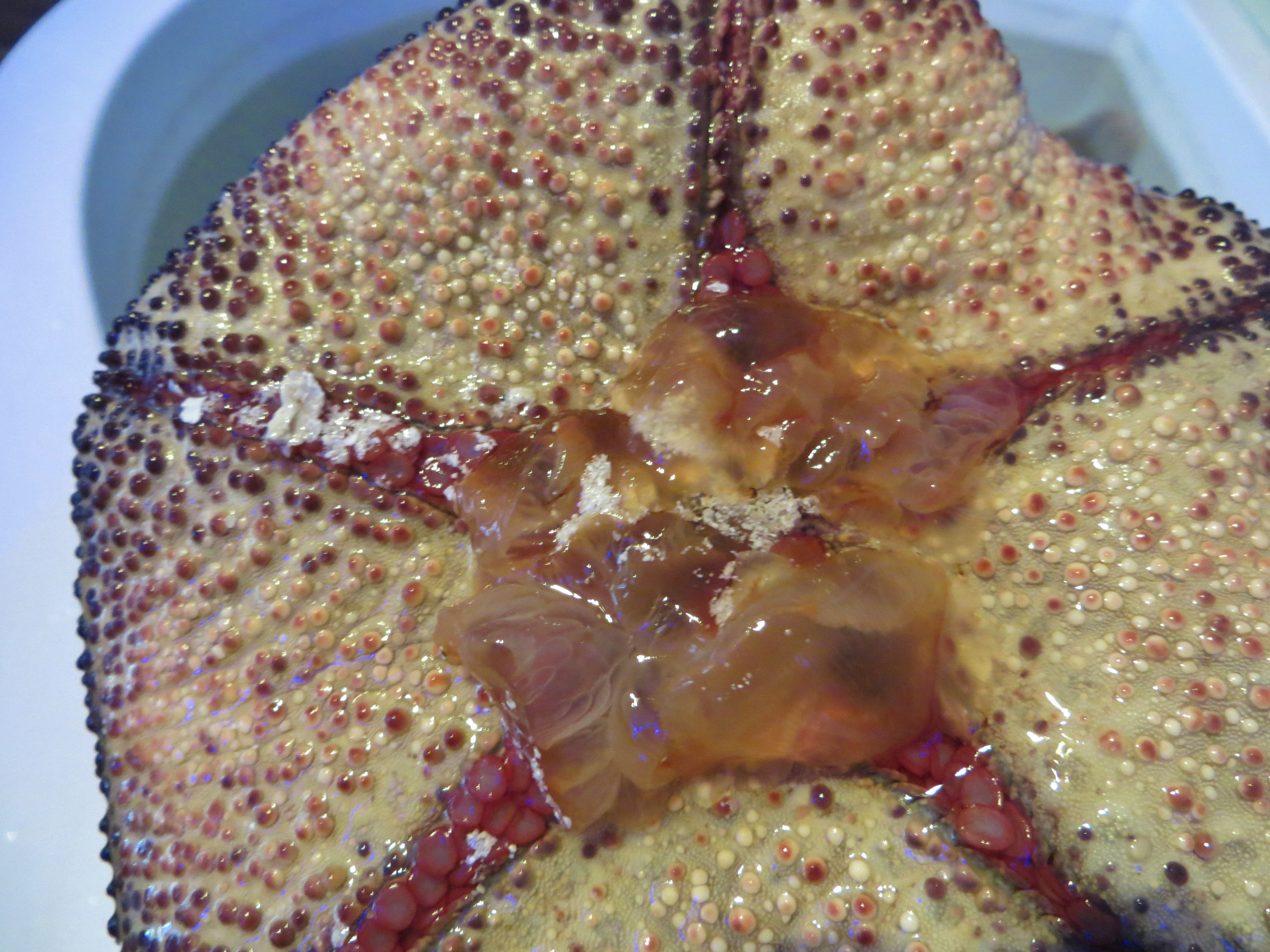
L'estomac dévaginé d'une étoile-coussin. Cette capacité lui permet de digérer des aliments plus gros que sa bouche.

La reproduction est gonochorique, et mâles et femelles relâchent leurs gamètes en même temps grâce à un signal phéromonal, en pleine eau, où œufs puis larves vont évoluer parmi le plancton pendant quelques semaines avant de rejoindre le sol.
Cette étoile se nourrit en dévaginant son estomac par sa bouche. Son régime est très omnivore, et si dans les endroits pauvres elle peut se sustenter du biofilm bactérien qui recouvre le sédiment, elle est également capable de se nourrir des polypes du corail, mais aussi de cadavres, et est même capable de digérer de manière externe des animaux vivants moins rapides qu'elle, tels que des oursins.
Cette étoile peut vivre en symbiose avec certains invertébrés, notamment des crevettes nettoyeuses spécialisées dans les étoiles de mer comme Periclimenes soror ou Zenopontonia noverca.